# Nan’yō
Nan’yō (jap. 南陽市, -shi) ist eine Stadt in der Präfektur Yamagata in Japan.

## Geographie
Nan’yō liegt südwestlich von Yamagata und nördlich von Yonezawa.

## Sehenswürdigkeiten
- Akayu-Onsen (Heiße Quelle)

## Verkehr
- Zug:
  - JR Yamagata-Shinkansen: Bahnhof Akayu, nach Fukushima oder Shinjō
  - JR Ōu-Hauptlinie
- Straßen:
  - Nationalstraße 13
  - Nationalstraßen 113, 348, 399

## Städtepartnerschaften

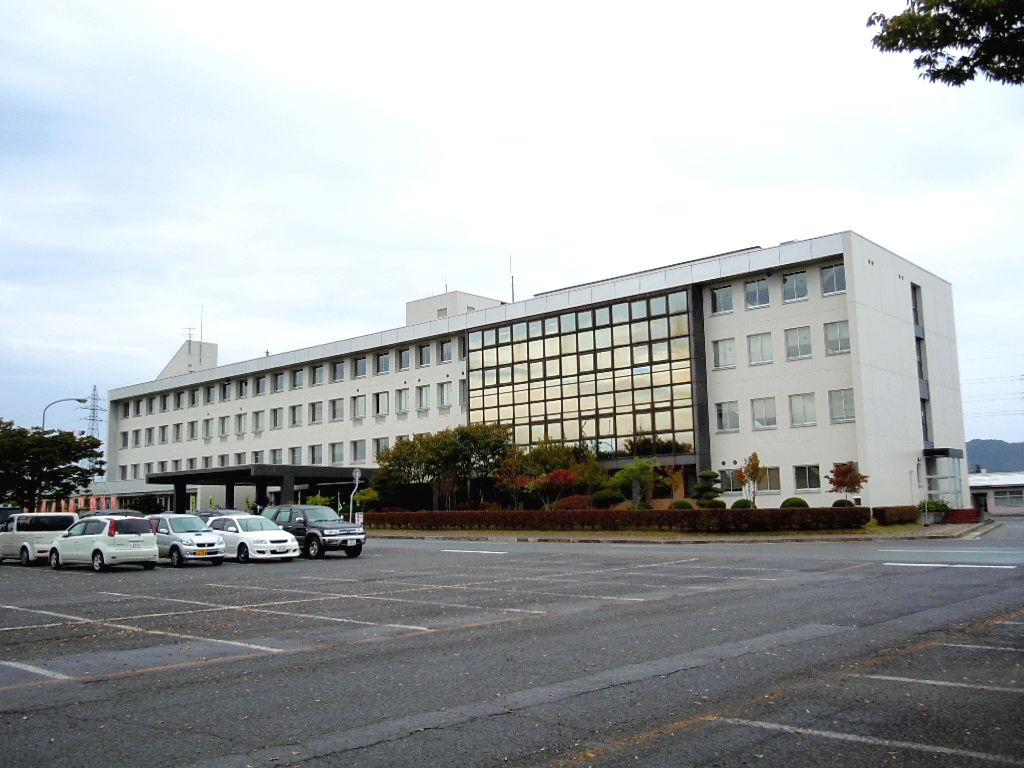
Rathaus

- Nanyang, VR China

## Angrenzende Städte und Gemeinden
- Yamagata
- Nagai
- Kaminoyama